# Hyloxalus fascianigrus
Espèce
Synonymes
- Colostethus fascianigrus Grant & Castro, 1998
- Colostethus fascianiger (Grant & Castro, 1998)
- Hyloxalus fascianiger (Grant & Castro, 1998)

Statut de conservation UICN

 VU  : Vulnérable
Hyloxalus fascianigrus est une espèce d'amphibiens de la famille des Dendrobatidae.

## Répartition
Cette espèce est endémique de Colombie. Elle se rencontre dans les départements de Chocó, Cauca et Valle del Cauca de 1 600 à 1 960 m d'altitude dans la cordillère Occidentale.

## Publication originale
- Grant & Castro-Herrera, 1998 : The cloud forest Colostethus (Anura, Dendrobatidae) of a region of the Cordillera Occidental of Colombia. Journal of Herpetology, vol. 32, no 3, p. 378-392.